# NGC 7478
NGC 7478 ist eine Balken-Spiralgalaxie vom Hubble-Typ SBa im Sternbild Fische. Sie ist schätzungsweise 633 Millionen Lichtjahre von der Milchstraße entfernt.
Das Objekt wurde am 11. August 1864 von Albert Marth entdeckt.